# 공룡 대탐험
공룡 대탐험(Walking with Dinosaurs)은 영국 BBC가 제작한 6부작 다큐멘터리 시리즈이다. 케네스 브래너(Kenneth Branagh)가 나레이션 하였고, 1999년에 영국에서 처음 방송하였다. 이후 2000년에 디스커버리 채널을 통해 북아메리카에서도 방영됐다. 컴퓨터 생성 이미지와 애니매트로닉스(animatronics)을 사용하여 중생대를 재현하였다.